# 에리히 폰 홀스트

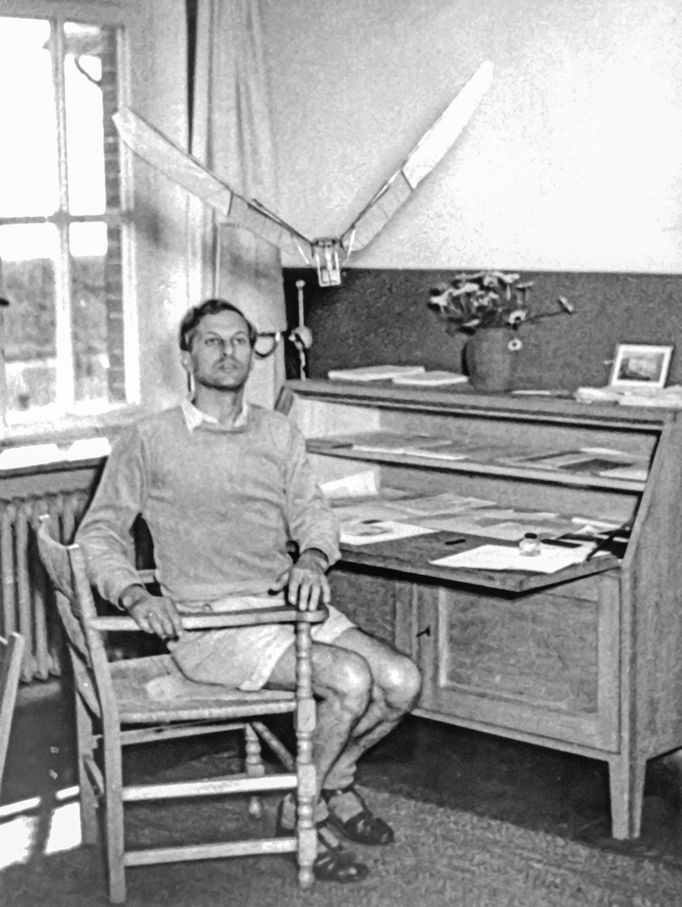

에리히 발터 폰 홀스트(Erich Walther von Holst, 1908년 11월 28일 – 1962년 5월 26일)는 리보니아(Governorate of Livonia), 리가(Riga) 출신의 발트 독일 출신으로 역사학자 헤르만 에두아르 폰 홀스트(Hermann Eduard von Holst, 1184-1904)와 관련이 있는 독일 행동생리학의 생리학자였다. 1950년대에 그는 바이에른의 시비에센(Seewiesen)에 막스 플랑크 연구소중 하나인 막스 플랑크 행동생리학 연구소(Max Planck Institute for Behavioral Physiology)를 설립했다.

## 같이 보기
- 호르스트 미텔슈테트